# Bruce Brown
Bruce Brown Jr., né le 15 août 1996 à Boston dans le Massachusetts, est un joueur  américain de basket-ball évoluant aux postes d'arrière et ailier.

## Biographie

### Carrière universitaire
Entre 2016 et 2018, il joue pour les Hurricanes de Miami à l'université de Miami.

### Carrière professionnelle

#### Pistons de Détroit (2018-2020)
Après deux saisons universitaires, il est drafté en 2018, au second tour, par les Pistons de Détroit, en 42e position.
Le 7 juillet 2018, il signe son premier contrat NBA en faveur des Pistons de Détroit.
Entre le 15 novembre et le 18 novembre 2018, il est envoyé chez le Drive de Grand Rapids, l'équipe de G-League affiliée aux Pistons.

#### Nets de Brooklyn (2020-2022)
Le 16 novembre 2020, il est envoyé aux Nets de Brooklyn en échange de Džanan Musa et un second tour de draft 2021.

#### Nuggets de Denver (2022-2023)
Début juillet 2022, il signe pour deux saisons et 13 millions de dollars aux Nuggets de Denver.

#### Pacers de l'Indiana (2023-janvier 2024)
Début juillet 2023, il signe pour deux saisons et 45 millions de dollars aux Pacers de l'Indiana.

#### Raptors de Toronto (janvier 2024-février 2025)
Le 17 janvier 2024, il est transféré aux Raptors de Toronto avec Jordan Nwora et Kira Lewis Jr. contre Pascal Siakam.

#### Pelicans de La Nouvelle-Orléans (février-juin 2025)
En février 2025, avec Kelly Olynyk, il est échangé aux Pelicans de La Nouvelle-Orléans contre Brandon Ingram.

#### Nuggets de Denver (depuis 2025)
En juillet 2025, Brown revient aux Nuggets de Denver pour la saison 2025-2026,.

## Palmarès
- Champion NBA en 2023 avec les Nuggets de Denver
- Champion de la Conférence Ouest en 2023 avec les Nuggets de Denver

## Statistiques

### Universitaires
| Saison    | Équipe | Matchs | Titul. | Min./m | % Tir | % 3pts | % LF | Rbds/m. | Pass/m. | Int/m. | Ctr/m. | Pts/m. |
| --------- | ------ | ------ | ------ | ------ | ----- | ------ | ---- | ------- | ------- | ------ | ------ | ------ |
| 2016-2017 | Miami  | 33     | 28     | 31,9   | 45,9  | 34,7   | 74,4 | 5,64    | 3,21    | 1,48   | 0,55   | 11,85  |
| 2017-2018 | Miami  | 19     | 18     | 33,7   | 41,5  | 26,7   | 62,9 | 7,11    | 4,00    | 1,32   | 0,79   | 11,37  |
| Total     | Total  | 52     | 46     | 32,6   | 44,2  | 31,6   | 70,2 | 6,17    | 3,50    | 1,42   | 0,63   | 11,67  |

### Professionnelles

#### NBA
Légende :
| Champion NBA |

gras = ses meilleures performances

##### Saison régulière
| Saison    | Équipe   | Matchs | Titul. | Min./m | % Tir | % 3pts | % LF | Rbds/m. | Pass/m. | Int/m. | Ctr/m. | Pts/m. |
| --------- | -------- | ------ | ------ | ------ | ----- | ------ | ---- | ------- | ------- | ------ | ------ | ------ |
| 2018-2019 | Détroit  | 74     | 56     | 19,6   | 39,8  | 25,8   | 75,0 | 2,50    | 1,23    | 0,54   | 0,49   | 4,31   |
| 2019-2020 | Détroit  | 58     | 43     | 28,2   | 44,3  | 34,4   | 73,9 | 4,72    | 3,97    | 1,09   | 0,50   | 8,91   |
| 2020-2021 | Brooklyn | 65     | 37     | 22,3   | 55,6  | 28,8   | 73,5 | 5,37    | 1,60    | 0,89   | 0,43   | 8,82   |
| 2021-2022 | Brooklyn | 72     | 45     | 24,6   | 50,6  | 40,4   | 75,8 | 4,80    | 2,10    | 1,10   | 0,70   | 9,00   |
| 2022-2023 | Denver   | 80     | 31     | 28,5   | 48,3  | 35,8   | 75,8 | 4,10    | 3,40    | 1,10   | 0,60   | 11,50  |
| Total     | Total    | 349    | 212    | 24,6   | 48,2  | 34,1   | 74,9 | 4,20    | 2,40    | 0,90   | 0,60   | 8,50   |

Mise à jour le 1er juillet 2023

##### Playoffs
| Saison | Équipe   | Matchs | Titul. | Min./m | % Tir | % 3pts | % LF  | Rbds/m. | Pass/m. | Int/m. | Ctr/m. | Pts/m. |
| ------ | -------- | ------ | ------ | ------ | ----- | ------ | ----- | ------- | ------- | ------ | ------ | ------ |
| 2019   | Détroit  | 4      | 2      | 14,2   | 35,7  | 20,0   | 100,0 | 2,00    | 0,50    | 0,50   | 0,25   | 3,25   |
| 2021   | Brooklyn | 12     | 5      | 23,1   | 50,6  | 18,2   | 81,2  | 5,08    | 2,08    | 0,67   | 0,42   | 7,92   |
| 2022   | Brooklyn | 4      | 4      | 34,8   | 56,8  | 42,9   | 80,0  | 4,80    | 2,80    | 1,30   | 0,80   | 14,00  |
| 2023   | Denver   | 20     | 0      | 26,6   | 51,1  | 31,6   | 85,7  | 4,00    | 1,90    | 1,10   | 0,50   | 12,00  |
| Total  | Total    | 40     | 11     | 25,1   | 51,0  | 31,0   | 84,4  | 4,20    | 1,90    | 0,90   | 0,50   | 10,10  |

Mise à jour le 1er juillet 2023

#### G League
| Saison    | Équipe       | Matchs | Titul. | Min./m | % Tir | % 3pts | % LF | Rbds/m. | Pass/m. | Int/m. | Ctr/m. | Pts/m. |
| --------- | ------------ | ------ | ------ | ------ | ----- | ------ | ---- | ------- | ------- | ------ | ------ | ------ |
| 2018-2019 | Grand Rapids | 2      | 2      | 32,8   | 37,5  | 0,0    | 63,6 | 8,50    | 3,50    | 1,00   | 1,50   | 15,50  |
| Total     | Total        | 2      | 2      | 32,8   | 37,5  | 0,0    | 63,6 | 8,50    | 3,50    | 1,00   | 1,50   | 15,50  |

## Records sur une rencontre en NBA
Les records personnels de Bruce Brown en NBA sont les suivants, :
| Type de statistique        | Saison régulière | Saison régulière      | Saison régulière | Playoffs | Playoffs             | Playoffs      |
| Type de statistique        | Record           | Adversaire            | Date             | Record   | Adversaire           | Date          |
| -------------------------- | ---------------- | --------------------- | ---------------- | -------- | -------------------- | ------------- |
| Points                     | 30               | @ Heat de Miami       | 2 décembre 2023  | 26       | Celtics de Boston    | 23 avril 2022 |
| Paniers marqués            | 11               | 2 fois                | 2 fois           | 10       | Celtics de Boston    | 23 avril 2022 |
| Paniers tentés             | 20               | Nets de Brooklyn      | 2 novembre 2019  | 19       | Celtics de Boston    | 23 avril 2022 |
| Paniers à 3 points réussis | 4                | 3 fois                | 3 fois           | 3        | 2 fois               | 2 fois        |
| Paniers à 3 points tentés  | 6                | 4 fois                | 4 fois           | 7        | Celtics de Boston    | 23 avril 2022 |
| Lancers francs réussis     | 8                | Wizards de Washington | 16 décembre 2019 | 4        | 3 fois               | 3 fois        |
| Lancers francs tentés      | 9                | Jazz de l'Utah        | 21 mars 2022     | 6        | Celtics de Boston    | 23 avril 2022 |
| Rebonds offensifs          | 6                | @ Knicks de New York  | 13 janvier 2021  | 4        | Bucks de Milwaukee   | 19 juin 2021  |
| Rebonds défensifs          | 11               | Spurs de San Antonio  | 12 mai 2021      | 8        | @ Bucks de Milwaukee | 10 juin 2021  |
| Rebonds totaux             | 14               | 2 fois                | 2 fois           | 11       | @ Bucks de Milwaukee | 10 juin 2021  |
| Passes décisives           | 11               | @ Heat de Miami       | 12 novembre 2019 | 4        | 2 fois               | 2 fois        |
| Interceptions              | 5                | 3 fois                | 3 fois           | 4        | Celtics de Boston    | 1er juin 2021 |
| Contres                    | 4                | 3 fois                | 3 fois           | 2        | 2 fois               | 2 fois        |
| Balles perdues             | 4                | 10 fois               | 10 fois          | 5        | Celtics de Boston    | 23 avril 2022 |
| Minutes jouées             | 41               | Knicks de New York    | 13 mars 2022     | 52       | Bucks de Milwaukee   | 19 juin 2021  |

- Double-double : 17 (dont 1 en playoffs)
- Triple-double : 2

Dernière mise à jour : 11 mars 2024